# ケーブルスマホ
ケーブルスマホとは、日本のケーブルテレビ局の事業者によって構成される「一般社団法人・日本ケーブルテレビ連盟」の加盟各社が運営している、格安スマートフォンのブランドである。
日本各地のケーブルテレビ局が、ケーブルテレビの回線を利用し、顧客の利用頻度に合わせて、通話・通信量などを調整し、その利用料金を格安で提供することができる。また、SIMフリーの解禁により、従来のケーブルテレビ局がキャリアとなって直接購入できる端末とのセット料金で利用するタイプと、家電量販店やリサイクルショップ・通信販売（ネットショッピング）などで購入した市販のSIMフリー対応スマホにSIMカードを利用することも可能である。
ケーブルスマホの加盟各社は、多くはNTTドコモ、またはKDDI（au）のいずれかの回線をローミングして利用するため、本来のケーブルテレビのサービス対象地域以外においても、通話・通信を利用する事が可能である。